# ICRF 193
ICRF 193 je inhibitor topoizomeraze. Precizna segregacija hromozoma kokom mitoze je neophodna za održavanje genomske stabilnosti i za izbegavanje aneuploidije u novonastalim ćelijama. Važan proces neposredno pre ulaska u mitozu je razdvajanje hromozoma koji se u znatnoj meri isprepleću tokom replikacije DNK. Individualizacija hromozoma se postiže katalitičkom akcijom evoluciono konzerviranih enzima topoizomeraza. Iz tog razloga inhibitori topoizomeraze su značajna klasa lekova.